# بخش شنبه و طسوج
بخش شنبه و طسوج یکی از بخش‌های شهرستان دشتی در استان بوشهر در جنوب کشور ایران است.

## تقسیمات کشوری
- بخش شنبه و طسوج
  - دهستان شنبه
  - دهستان طسوج

## جمعیت
بنابر سرشماری مرکز آمار ایران، جمعیت بخش شنبه و طسوج شهرستان دشتی در سال ۱۳۸۵ برابر با ۷۳۰۸ نفر بوده‌است.

## زمین‌لرزه ۹۲
در زمین‌لرزه شدید ۶٫۱ ریشتری ۲۰ فروردین ۱۳۹۲ در شهرستان دشتی که در فاصله ۱۶ کیلومتری شهر کاکی، ۲۷ کیلومتری شهر خورموج (مرکز شهرستان دشتی) و ۹۰ کیلومتری بندر بوشهر رخ داد و کانون این زمین‌لرزه در شمال شرق شهر کاکی و تقریباً در همین فاصله در شمال غرب شهر شُنبه بود، که شهر کوچک شُنبه و روستاهای تابع آن در بخش شنبه و طسوج بشدت تخریب شده، ۳۷ نفر تلفات جانی و ۹۰۰ نفر مصدوم (بیش از ۱۰۰ نفر بستری شده) و حدود ۳۱۰۰ واحد مسکونی آوار گردیده‌است.